# Mitsui (Familie)

Das Wappen (Mon) der Mitsui-Familie

Die Mitsui-Familie (japanisch 三井家 Mitsui-ke) ist eine japanische Familie, die eine der drei großen Händlerfamilien während der Edo-Zeit war und nach der Meiji-Restauration das erste Familienunternehmen, dem es möglich war, eine Zaibatsu zu gründen.

## Geschichte
Ein Vorfahre des Mitsui-Hauses war Takahisa Mitsui, ein Verwandter des Kriegerhauses Sasaki aus Ōmi und Befehlshaber seiner eigenen Burg. Zur Zeit des Takayasu Mitsui zog die Familie von Ōmi nach Ise und bis zur Zeit des Takatoshi Mitsui hatte die Familie einen Wohnsitz in der Stadt Matsusaka in der Provinz Ise.
Im Jahr 1673 hatte der jüngere Takatoshi (4. Sohn des älteren Takatoshi) einen Kurzwarenladen in Kyōto und Edo eingerichtet. 1683 und 1686 richtete er Wechselstuben in Edo und Kyōto ein und bis 1691 leitete er auch einen Kurzwarenladen und eine Wechselstube in Osaka (damit hatte die Familie Geschäfte in den drei wichtigsten Städten dieser Zeit).
Die Erfolgsgeschichte des Familienunternehmens Mitsui und später der Zaibatsu hielt mehr als 250 Jahre. 1892 wurde der Geschäftsbereich von den familiären Bereichen abgetrennt und eine Hausverfassung formuliert. Unter Nakamigawa Hikojirō als Generalmanager begann Mitsui stark in industrielle Bereiche zu investieren, in die Shibaura Engineering Works, die Ōji Paper Co., die Kanegafuchi Spinning Co. 
Ab 1900 führte das Oberhaupt der Familie bis 1945 den Titel "Baron". Letzter Träger dieses Titels war Takaharu Mitsui (三井 高陽 Mitsui Takaharu; 1900–1983), der, Deutschland sehr verbunden, von 1965 bis zu seinem Tode Präsident der Japanisch-Deutschen Gesellschaft in Tokyo war.
Nachdem die Zaibatsu nach dem Zweiten Weltkrieg von Besatzungstruppen aufgelöst wurde, haben sich die Unternehmen 1947 zu einer Keiretsu zusammengeschlossen. Sie ist heute die Mitsui Group und unter anderem in den Bereichen Stahlerzeugung, Telekommunikation, chemische Industrie und Logistik tätig.